# セイヨウカンボク
セイヨウカンボク（西洋肝木、学名: Viburnum opulus）は、レンプクソウ科ガマズミ属の落葉低木。別名ヨウシュカンボク（洋種肝木）。ヨーロッパに広く分布し、花や実を観賞するために庭木として栽培されるほか、ウクライナやロシアでは文化的にも重要な樹木である。

## 特徴

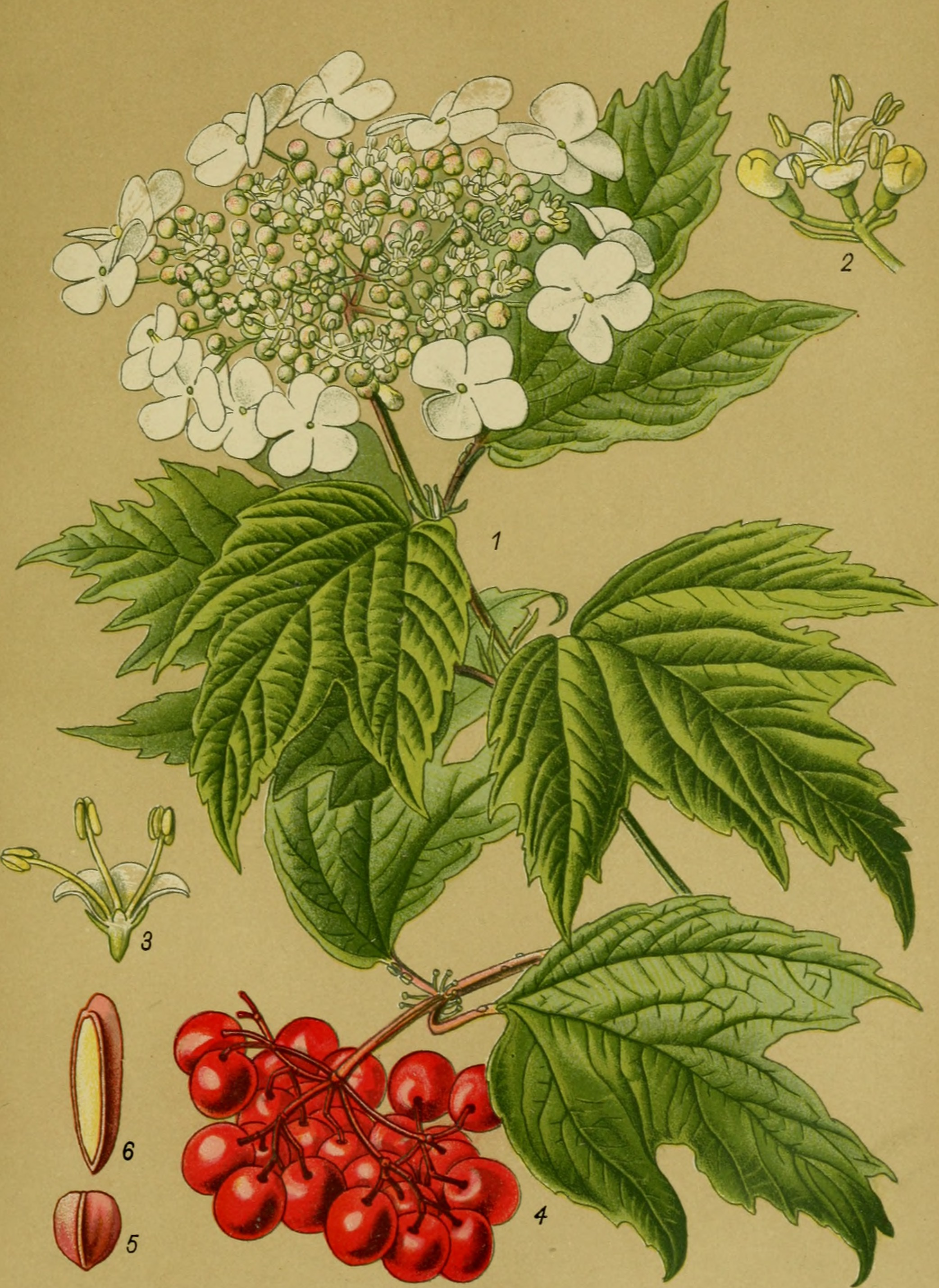
ドイツの植物学者ペーター・エッサーによる図版

### 形態
樹高は2-5メートル。樹皮は淡灰色で、薄く割れ目は少ない。葉は長さ5-10センチメートルで3裂し、裏面には軟毛があり、秋には紅葉する。葉柄には蜜腺を持つ。花期は5-6月で、径6-10センチメートルの花序の中心部に多数の小さな両性花をつけ、周辺部に白い装飾花が咲く。花冠は5裂。果実は核果で10月に熟し、透明感のある赤色が美しい。

### 分布
イギリスから、ヨーロッパ大陸に広く分布し、北アフリカ、西アジアまで。

### 利用
初夏には白い花を、秋から冬にかけては赤い実を楽しむことができ、観賞用樹木として庭木などに用いられる。
果実は苦味が強く、生食するには適さないが、晩秋から冬にかけて寒気に晒された実はやや甘味成分が増す。ロシアではその季節を待って収穫し、ドライフルーツにして冬の蓄えとする、ウォッカに漬けこんで果実酒にする、ジャム・ジュース・砂糖漬けなどに加工する、などの方法で食される。加熱すると苦味が和らぎ、甘く味付けしたカーシャやピエロギの具にも用いる。

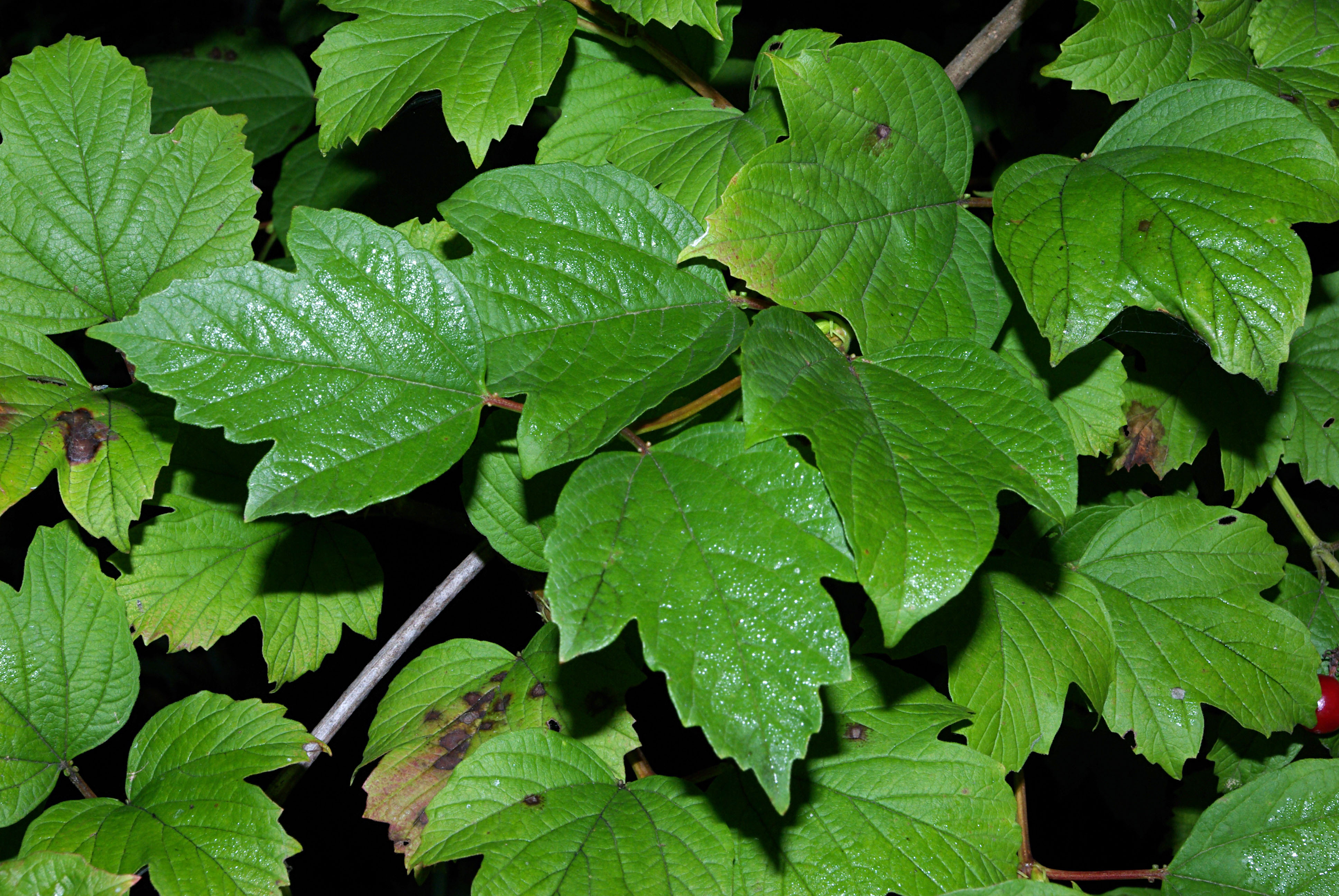
3裂する葉はガマズミ属の中ではカンボクの仲間に特徴的
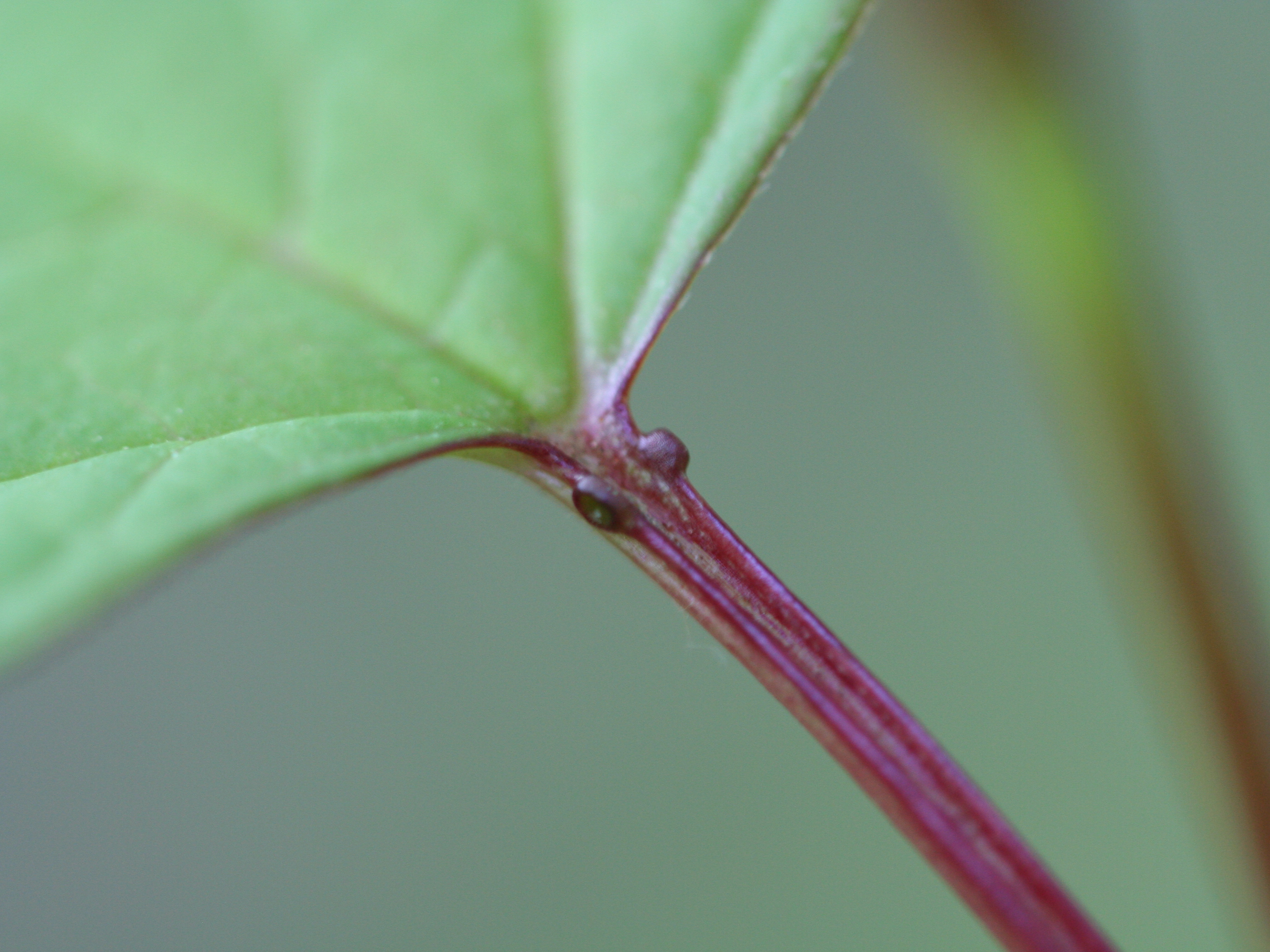
葉柄にある1対の蜜腺
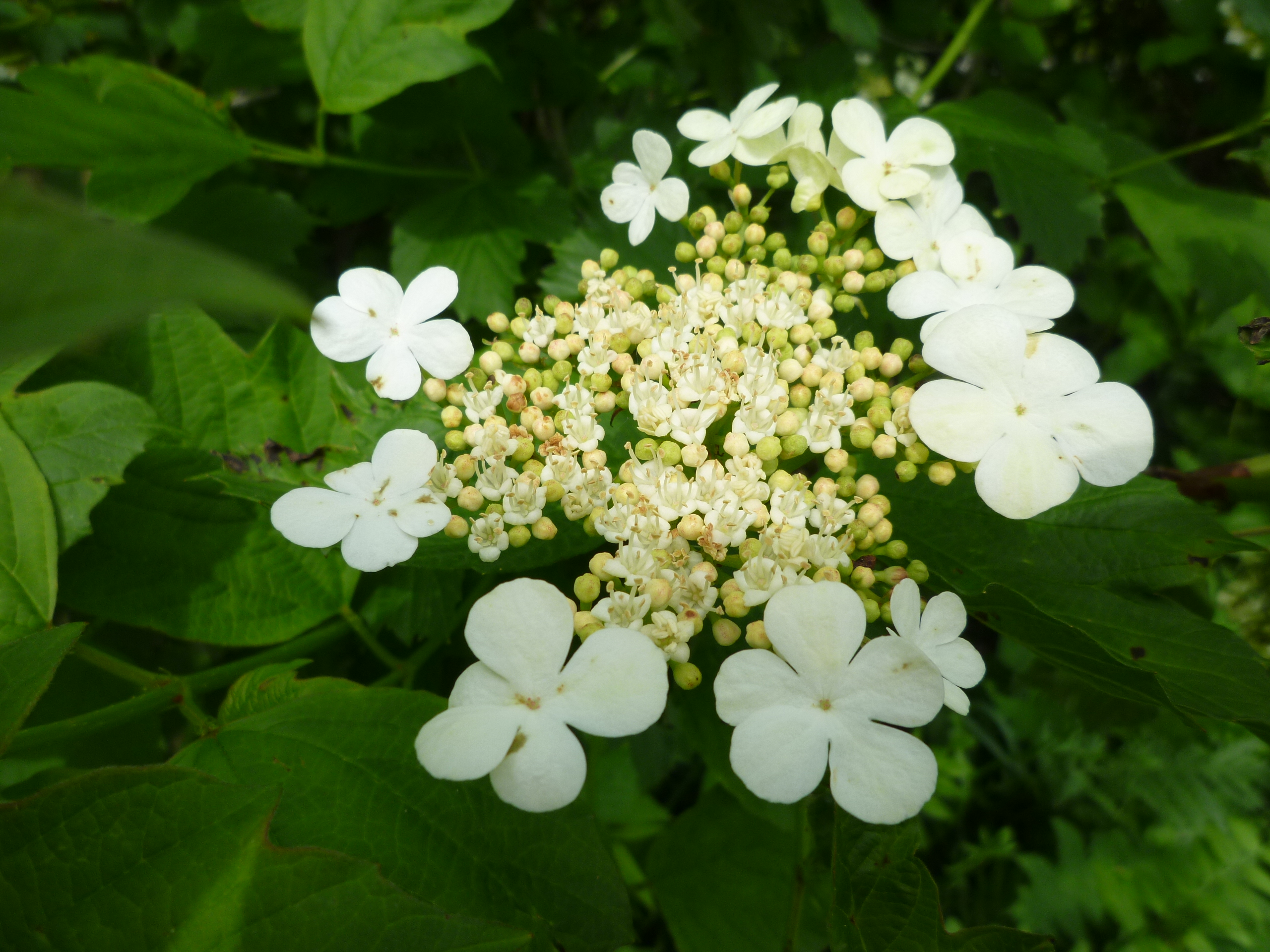
中心の両性花と周辺の装飾花からなる花序
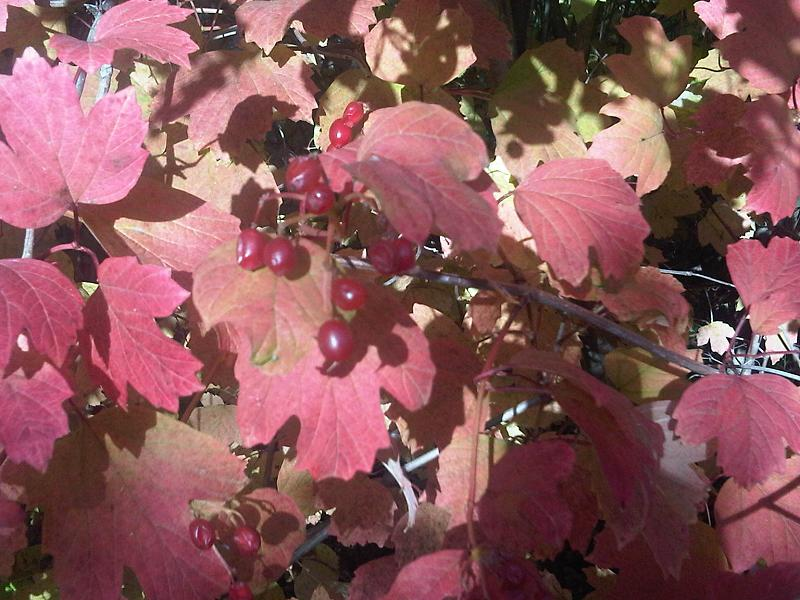
秋には紅葉する
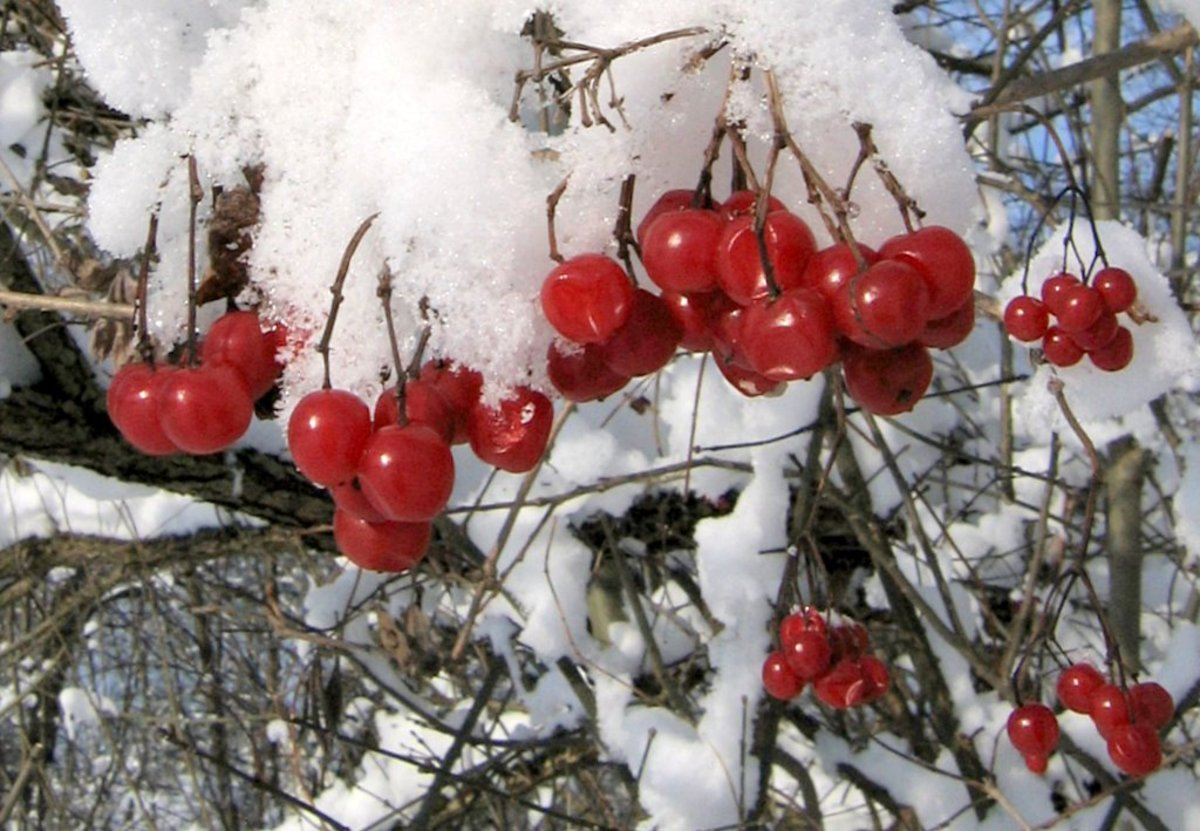
果実は雪を被る季節まで枝に残る

## 名称
種小名の opulus はカンボクのラテン語名。本種は Viburnum opulus の基準変種であるが、日本には自然分布しない。そのため、和名では日本にも分布する変種の V.opulus var. sargentii にカンボクの和名が与えられ、本種の方が西洋カンボク・洋種カンボクと称される形となっている。慣用的に「肝木」の字をあてるが、その由来は薬用に用いたためとも言われるものの十分に明らかではない。
英語ではcranberry bushと呼ぶが、北アメリカ大陸には近縁種のアメリカカンボク（Viburnum trilobum）が分布するため、アメリカ合衆国では特に本種を指してEuropean cranberry bushとも呼ぶ。他に guelder rose 、白い花から whitten tree とも。変種のセイヨウテマリカンボクは、丸い塊になって咲く装飾花を雪玉に見立ててsnowball treeとも称される。

## 変種・品種

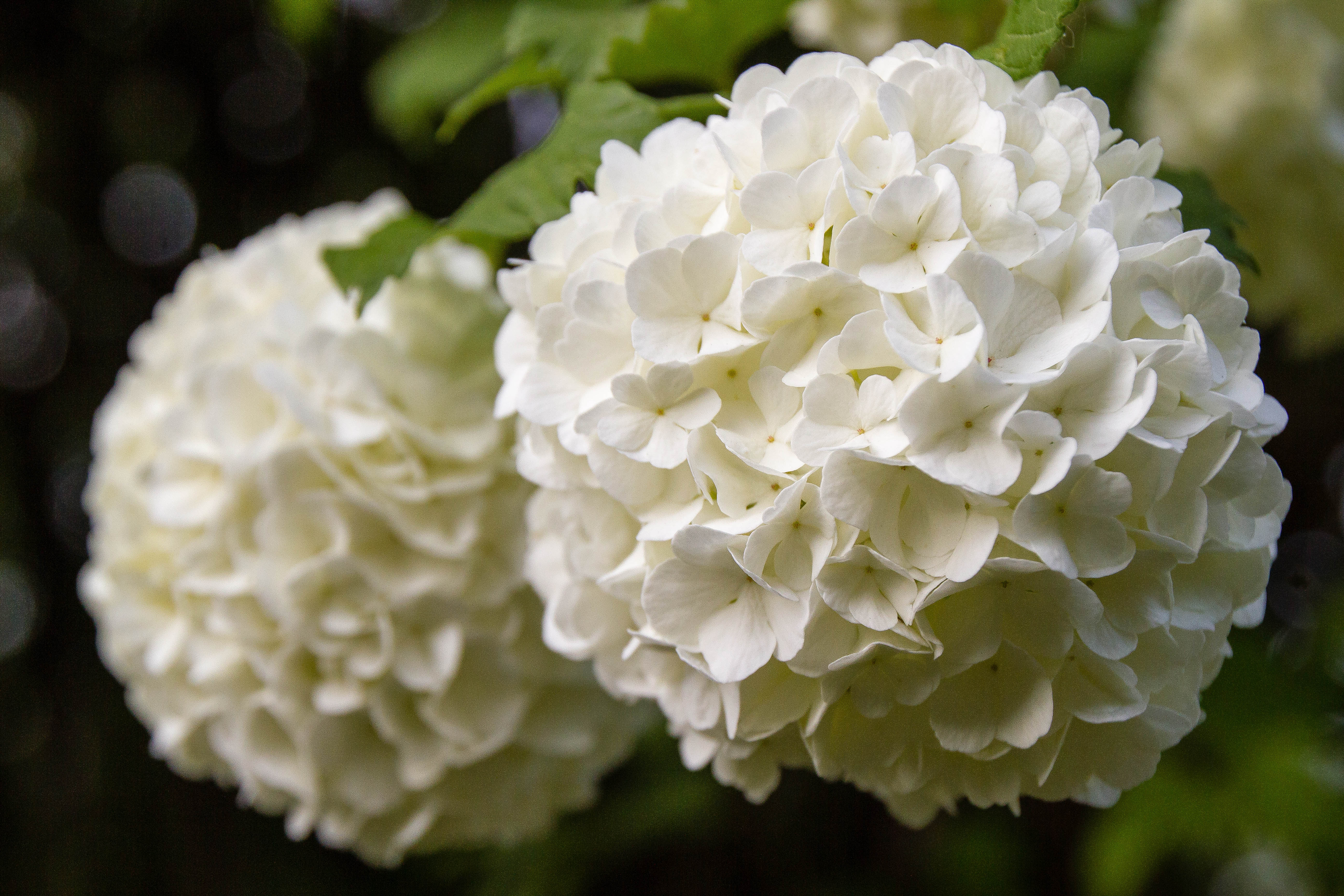
セイヨウテマリカンボクは雪玉に喩えられる白く丸い装飾花を咲かせる。

- カンボク（V. o. var. sargentii[12]） - 別名ケナシカンボク[13]。東アジア東北部を中心に分布し、シベリア東部、サハリン、朝鮮半島、南千島、北海道、本州、中国大陸では甘粛省～四川省～長江南部までの範囲に広がる[11]。本州では中北部の概ね標高1500m以下の高原によく見られる一方、本州西部ではまれである[5][11]。セイヨウカンボクに比べて樹皮がふぞろいに縦に裂けコルク層が発達する点や、葯の色がセイヨウカンボクの黄色に対しカンボクは紫色である点などで識別できる[5][6]。
  - テマリカンボク（V. o. var. sargentii f. hydrangeoides[14]） - 園芸品種。花序全体が装飾花となったもの（手毬咲き）で、観賞価値が高い[5]。花の形状はオオデマリに似るが、カンボクの仲間に特有の3裂の葉によって識別できる。
  - ケカンボク（V. o. var. sargentii f. puberulum[15]） - 枝・葉柄・花序枝が有毛で、葉の裏面にも開出毛がある[13]。
  - キミノカンボク（V. o. var. sargentii f. flavum[16]） - 果実が黄色の変種[13]。
- セイヨウテマリカンボク（V. o. var. sterile[5]） - テマリカンボクと同様に花序全体が装飾花となる変種。欧米で栽培される園芸品種に、花が淡紅色を帯びる‘Roseum’（‘ロセウム’）がある[5]。球形に咲いた白い花序の形から、英語では snowball tree の名称があり[3][11]、庭木として広く利用されている[17]。

## 文化

### ウクライナ

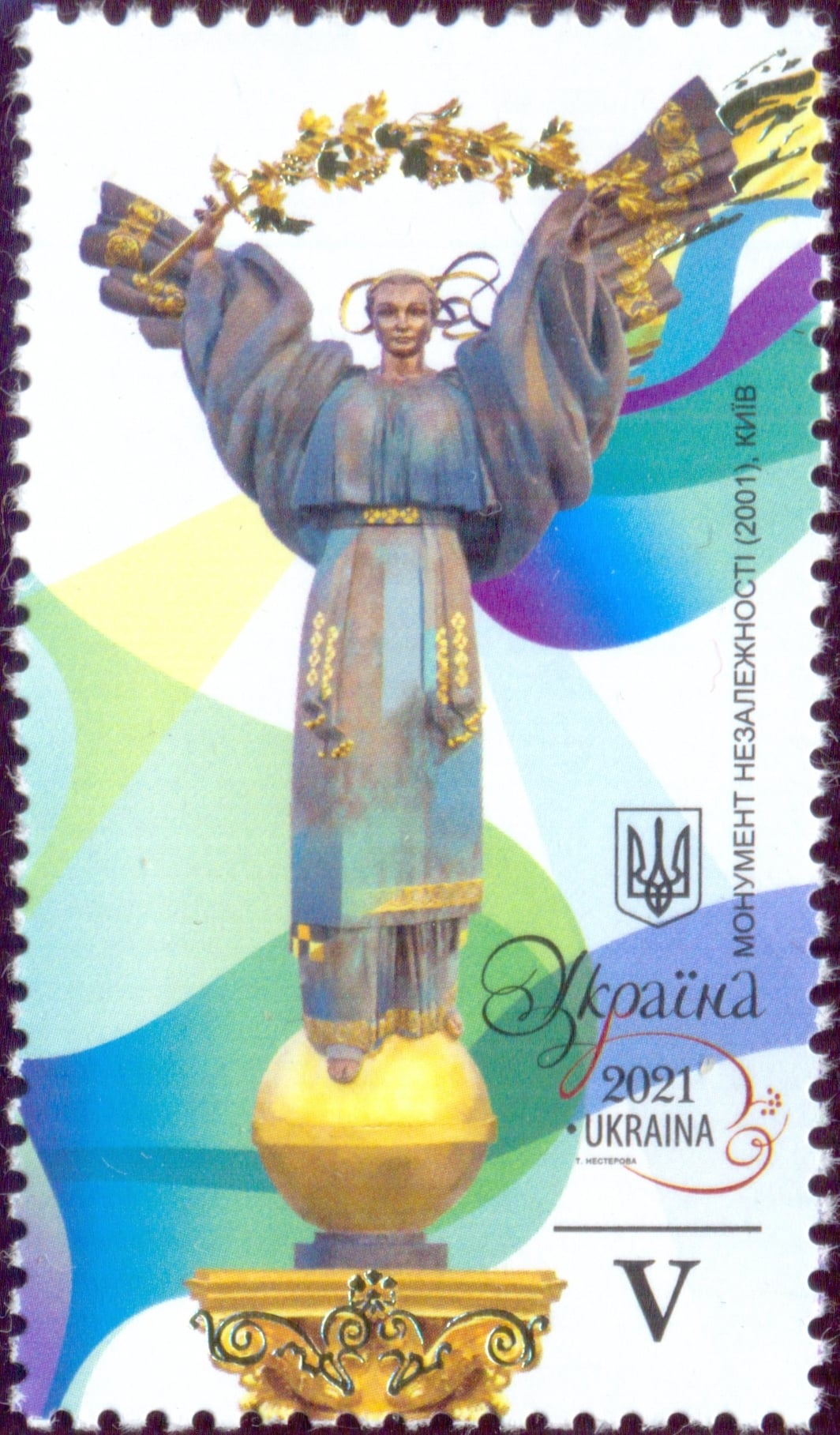
セイヨウカンボクの枝を掲げる女神ベレヒニア像。キーウ、独立広場。

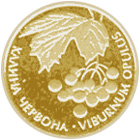
2010年発行の2フリヴニャ記念金貨。

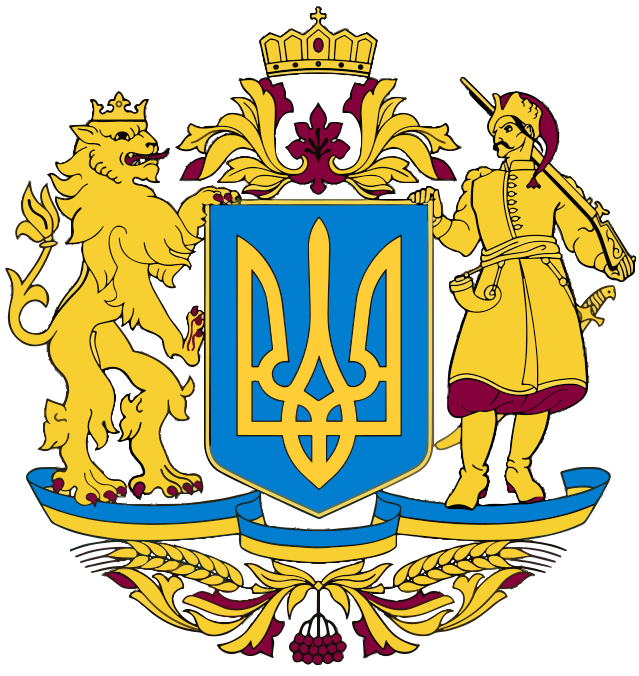
ウクライナの大国章の2007年案。下部に小麦の穂とともにガマズミの実が描かれている。

本種はヨーロッパに広く自生する樹木であるが、特にウクライナにおいて本種を指すчервона калина（ラテン文字: chervona kalyna、チェルボナ・カリーナ、ウクライナ語で「赤いガマズミ」の意）は、民族の象徴として重要視される植物である。ウクライナ語のкалинаは、ガマズミ属を指すほか、処女性・破瓜血という意味にも用いられる。
例えば、キーウ市街中心部にある独立広場に、2001年に独立10周年を祝って建立された高さ52mの円柱状の独立記念碑の頂上には、セイヨウカンボクの枝を掲げた12mの女神ベレヒニアの像が設置されている。記念硬貨や記念切手にも、セイヨウカンボクの実や葉が描かれたものが存在する。
ウクライナの国章にもセイヨウカンボクを取り入れようとする試みがある。ウクライナ憲法第20条には大国章・小国章を法により定めることが明記されている。そのうち小国章は、青地の盾に、10 - 11世紀のキエフ大公である「聖公」ヴォロディーミル1世の紋章である黄金の三叉戟「トルィーズブ」を描いたデザインが1992年に定められたが、大国章は未だに制定されていない。提案されている大国章の案は、小国章を両脇からハールィチ・ヴォルィーニ大公国の紋章であるライオンと、マスケット銃を持つコサックが支え、頂上には11世紀のキエフ大公「賢公」ヤロスラウ1世の王冠を頂き、2名のサポーターの下には、ウクライナの空の青さと小麦の恵みを表す国旗のリボンと、台座として小麦の穂とガマズミの実が配されている。この大国章案は、1996年と2007年の大きく2度議会に提案されたが、いずれも制定に至らなかった。
作曲家ステパン・ニコラーエヴィチ・チャルネツキ（1881年 - 1944年）が、第一次世界大戦に際してウクライナの民謡に1914年に新たな歌詞を付して生まれた愛国歌「ああ野の赤いガマズミよ」も知られている。以下に1番の歌詞のみを紹介する。
| ウクライナ語原詩 Ой у лузі червона калина Похилилася. Чогось наша славна Україна Зажурилася. А ми тую червону калину піднімемо, А ми нашу славну Україну, Гей, гей, розвеселимо! А ми тую червону калину піднімемо, А ми нашу славну Україну, Гей, гей, розвеселимо! |  | 日本語訳例 ああ、草原の赤きガマズミは垂れ下がり 何故に我らが栄光のウクライナは嘆き悲しむ 我らは赤きガマズミを掲げて 輝かしきウクライナを ヘイ！ヘイ！応援しよう！ 我らは赤きガマズミを掲げて 輝かしきウクライナを ヘイ！ヘイ！応援しよう！ |

また、「червона калина」（チェルボナ・カリーナ）は、チェルノブイリ原子力発電所事故の影響を受けた避難民の子ども達で構成された民族音楽団の名称でもある。

### ロシア
ロシア語でも、セイヨウカンボクに代表されるガマズミ属を総称してкалинаと呼ぶ。若い未婚の女性の象徴であり、白い花は乙女の清らかな愛を、赤い実は女性としての成熟と情熱的な愛を、そして実の苦さは片想いや結婚後に待ち受ける人生の辛苦を表すとされる。「未熟なガマズミ（婚期にはまだ早い娘）」「ガマズミが揺れる（恋人への信頼が揺らぐ）」「ガマズミの枝を折る（男が妻を迎える、女が結婚を望む）」などの慣用表現もある。ロシアの作曲家イワン・ペトローヴィチ・ラリオーノフ（1830年 - 1889年）の作詞・作曲による1860年の愛唱歌「カリンカ」（калинка: калинаの指小形であり、「ガマズミちゃん」といった意味合い）は、美しい娘を赤く瑞々しいガマズミの実に喩えた恋歌であり、日本でもソビエト連邦発のコンピュータゲーム『テトリス』のBGMに採用された影響などから、ロシアないしソ連の楽曲としてよく知られたもののひとつである。また、ロシア民謡に頻繁に登場するリフレイン「калинка-малинка」（カリンカ・マリンカ）には、「娘が年頃になる、愛に目覚める」「純潔を失う、軽率な行動」といった意味合いがある。

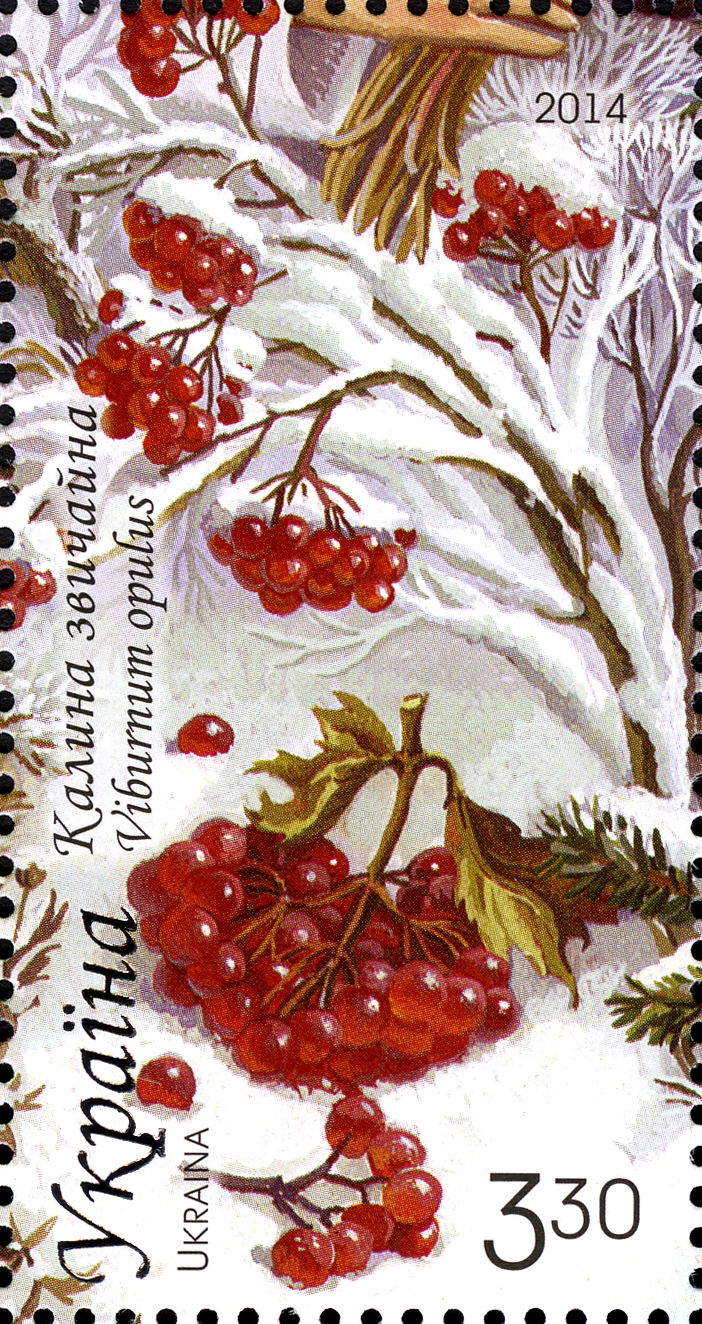
ウクライナの切手
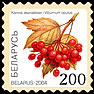
ベラルーシの切手
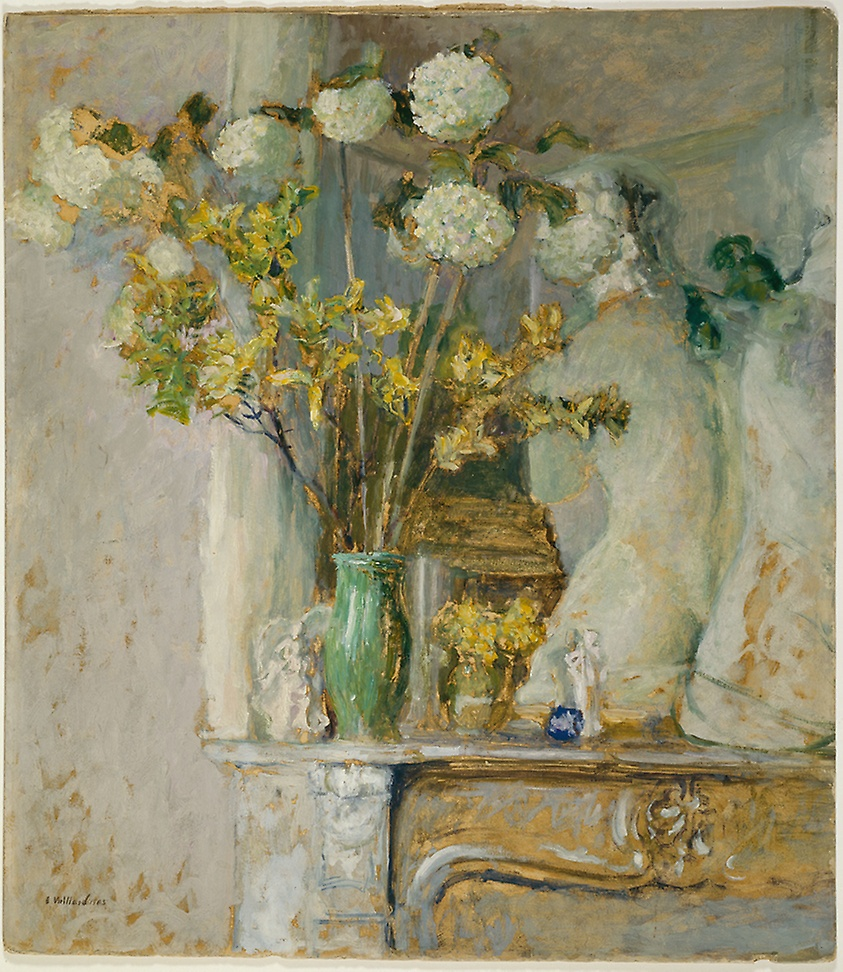
フランスの画家ヴュイヤールの油彩画